# Ponjava
Ponjava je prostirka ručne izrade, koja se najčešće izrađuje od vune, a njezina je osnovna namjena pokrivanje kreveta, podova, drvenih škrinja, kočija i sl. Izrađena je od raznobojnih krpa.
Vezene ponjave, odnosno šareni pokrivači geometrijskih, biljnih, zoomorfnih i antropomorfnih motiva predstavljaju jedinstvenu pojavu u tradicijskom narodnom stvaralaštvu Hrvatske i drugih susjednih zemalja. U hrvatskim krajevima ponjave su bile česte u Slavoniji, Baranji i Srijemu, ali se javljaju i u inim dijelovima Hrvatske. Raznobojna ponjava zove se i šarenica. Izvezene simboličkim motivima plodnosti, sreće i zaštite od uroka, prekrivale su krevete mladenaca u prvoj bračnoj noći, kao i u prvim godinama braka, te su kao takve bile neizostavni dio svadbenih običaja. Krpane su ponjave u podlozi otkane jednobojnom vunom, sastavljene od tri ili četiri dijela, na kojoj se potom vezlo raznobojnom vunom.
Jednobojna osnova tkana je na tkalačkome stanu i na nju su rukom vezilje vezle šarenom vunicom neobične motive. Od ljubavnih motiva mogu se vidjeti srca i glazbala, a jedan od najčešćih je motiv gljive, simbola plodnosti. Izrađivale su ih uglavnom samo žene, do početka Drugoga svjetskoga rata, kada se smanjila potreba za ponjavama, jer su se pojavile druge tkanine. Sretna okolnost je, što se tiče datiranja ponjava, jer su se mnoge vezilje potpisale na njih i napisale godinu izrade.